# Anemone polyanthes
Anemone polyanthes är en ranunkelväxtart som beskrevs av David Don. Anemone polyanthes ingår i släktet sippor, och familjen ranunkelväxter. Inga underarter finns listade i Catalogue of Life.